# Ty-Shon Alexander
Ty-Shon Leron Alexander, né le 16 juillet 1998 à Charlotte en Caroline du Nord, est un joueur américain de basket-ball évoluant au poste d'arrière.

## Biographie
Lors de la draft 2020, il n'est pas sélectionné.
Le 22 novembre 2020, il signe un contrat two-way en faveur des Suns de Phoenix.
En septembre 2021, il s'engage avec la Virtus Bologne.
En juillet 2022, il participe à la summer league avec les Hornets de Charlotte

## Palmarès

### Professionnel
- Vainqueur de la Supercoupe d'Italie 2021

## Statistiques

### Universitaires
| Saison    | Équipe    | Matchs | Titul. | Min./m | % Tir | % 3pts | % LF | Rbds/m. | Pass/m. | Int/m. | Ctr/m. | Pts/m. |
| --------- | --------- | ------ | ------ | ------ | ----- | ------ | ---- | ------- | ------- | ------ | ------ | ------ |
| 2017-2018 | Creighton | 33     | 1      | 17,7   | 41,8  | 33,3   | 70,7 | 2,09    | 1,76    | 0,27   | 0,12   | 5,55   |
| 2018-2019 | Creighton | 34     | 34     | 32,9   | 40,6  | 36,5   | 79,4 | 3,97    | 2,71    | 1,21   | 0,29   | 15,71  |
| 2019-2020 | Creighton | 31     | 31     | 34,8   | 43,1  | 39,9   | 86,0 | 5,03    | 2,32    | 1,32   | 0,26   | 16,90  |
| Total     | Total     | 98     | 66     | 28,4   | 41,8  | 37,2   | 81,3 | 3,67    | 2,27    | 0,93   | 0,22   | 12,66  |